# Abies speciosa
Abies speciosa là một loài thực vật hạt trần trong họ Pinaceae. Loài này được Voss mô tả khoa học đầu tiên năm 1895.